# Danny Casolaro
Joseph Daniel Casolaro (16. června 1947, Fort Meade, Maryland – 10. srpna 1991, Martinsburg, Západní Virginie) byl spisovatel na volné noze, který se stal známým především okolnostmi své smrti. Byl nalezen ve vaně hotelového pokoje číslo 517, přičemž na jeho zápěstích bylo objeveno 12 řezných ran. Jeho rodina věří, že byl zavražděn. Měl syna Treye.

## V populární kultuře
- Netflix ho uvedl v sérii Americká konspirace: Vražedná chobotnice, kterou vydal 28. února 2024[3]
- Danny Casolaro se objevuje v 5. dílu série Unsolved Mysteries[4]